# Stroomlus

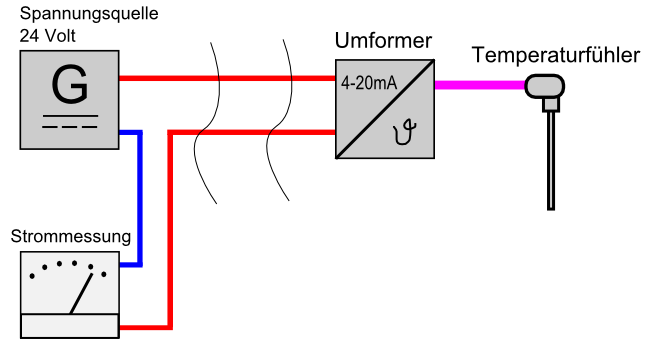
Diagram van een 4-20 mA-interface met een PT100-temperatuursensor en analoge display

Een 4-20mA-stroomlus is een tweedraads elektrische verbinding, gevoed door een constante spanning van (maximaal 24 V) en aangesloten op een omvormer die een te meten grootheid omzet in een gelijkstroom tussen 4 en 20 mA. Dit is een signaaltransmissiestandaard voor industriële instrumentatie en communicatie waarbij 4 mA nul procent van de gemeten grootheid en 20 mA honderd procent voorstelt.
Analoge stroomlussen worden gebruikt wanneer een toestel op afstand bewaakt, gecontroleerd of aangestuurd moet worden over twee geleiders. Er kan maar één enkel stroomniveau op elk willekeurig ogenblik aanwezig zijn.
De levende nul bij 4 mA, in plaats van 0 mA, biedt het ontvangende toestel de mogelijkheid om onderscheid te maken tussen een nulsignaal en een gebroken draad of defect instrument. Deze standaard werd ontwikkeld rond 1950 en wordt nog steeds op grote schaal gebruikt in de industrie. Het grootste voordeel van de 4-20 mA is dat het signaal niet beïnvloed wordt door spanningsverliezen in de bedrading. Andere voordelen van de 4-20mA-standaard zijn dat zeer veel fabrikanten het ondersteunen, dat het meestal goedkoop te implementeren is en dat het ongevoelig is voor vele vormen van elektrische ruis. De levende nul laat ook toe om met de 4 mA weinig stroom verbruikende sensoren te voeden vanuit de lus en zo te besparen op de kosten van extra draden.
Een stroomlus is ook veel eenvoudiger te begrijpen en te debuggen dan de veel gecompliceerdere digitale veldbus. Het gebruik van veldbus en het oplossen van de er aan gekoppelde problemen vereist veel meer opleiding en scholing dan de eenvoudiger stroomlus-oplossing.
Additionele digitale communicatie naar het toestel kan worden toegevoegd aan de stroom lus gebruikmakende van het HART-protocol. Digitale proces bussen zoals foundation fieldbus en profibus of draadloze systemen (Wireless HART) kunnen op de lange termijn analoge stroomlussen vervangen.